# L'Hôpital-Saint-Blaise
L'Hôpital-Saint-Blaise é uma comuna francesa na região administrativa da Nova Aquitânia, no departamento dos Pirenéus Atlânticos. Estende-se por uma área de 2,11 km². Em 2010 a comuna tinha 67 habitantes (densidade: 31,8 hab./km²).